# Tunnel de Ham-sur-Meuse
Pour un article plus général, voir Canal de l'Est.
Le tunnel de Ham-sur-Meuse est un tunnel aménagé sur le canal de l'Est (branche Nord), lui permettant de couper la boucle de la Meuse  à Chooz, département des  Ardennes, sur le territoire de la commune de Ham-sur-Meuse.

## Historique
Le canal et les tunnels ont été construits entre 1874 et 1882.

## Description
Le tunnel se trouve à la hauteur de Ham-sur-Meuse. Le tunnel fait  565 mètres de long, 6,40 mètres de large, 3,60 mètres de gabarit. Il coupe un méandre de la Meuse entre l'écluses 58 des Trois Fontaines et l'écluse 57.
Ce tunnel est emprunté par les plaisanciers et constitue pour eux un raccourci. Il leur permet d'éviter la boucle que la Meuse forme autour de la commune de Chooz, qui n'est pas navigable et qui compte 8 kilomètres.
C'est l'un des trois tunnels sur les 272 kilomètres de voies navigables de cette partie du canal de l’Est (appelée Canal de la Meuse) entre Troussey et Givet. Les autres tunnels sont situés à Kœur-la-Petite et Revin.

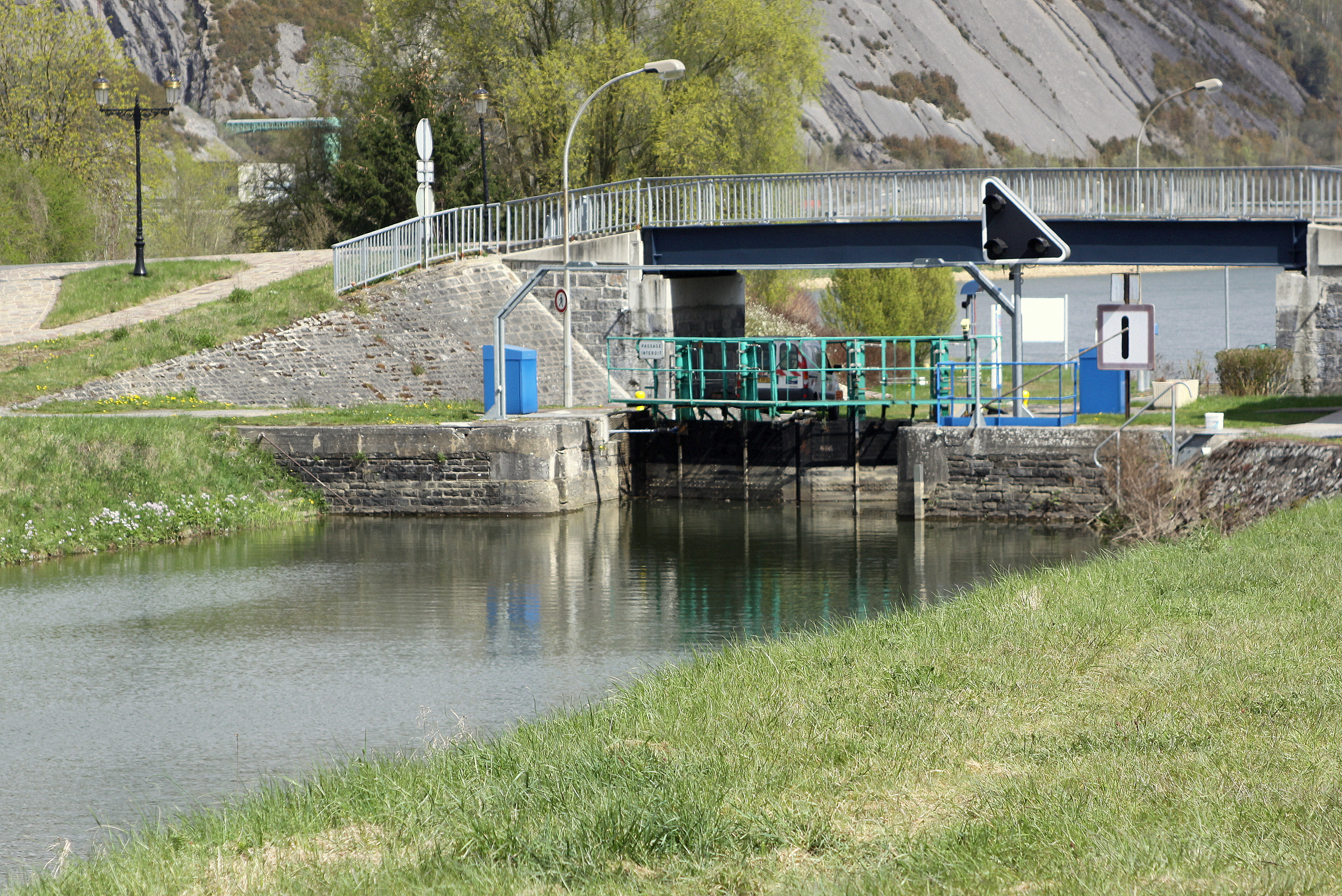
Écluse 58 des Trois Fontaines
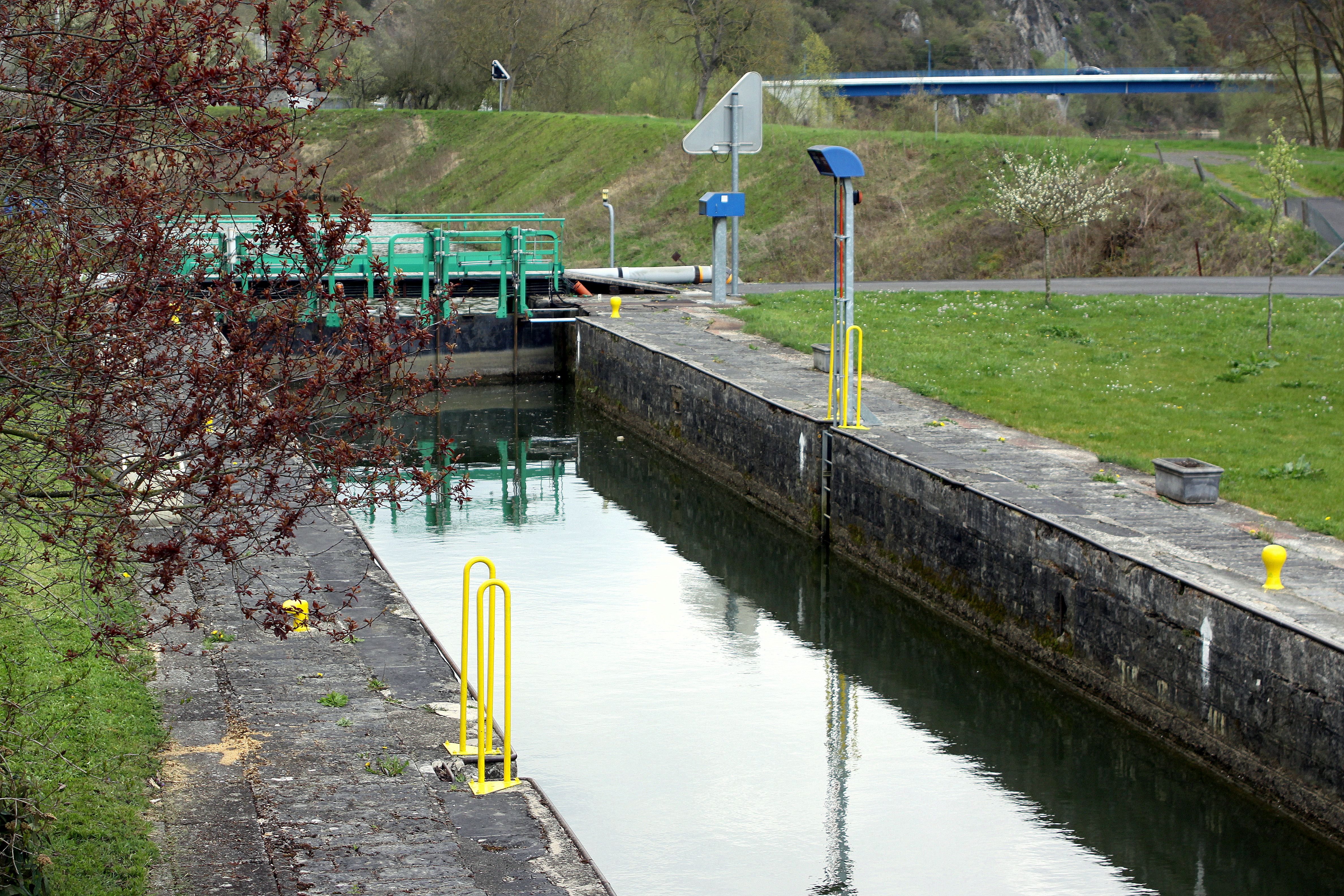
Écluse 57 de Ham-sur-Meuse